# ホビット (映画)
『ホビット』（The Hobbit）は、2012年から2014年にかけて公開されたニュージーランド・アメリカ合作のファンタジー映画。J・R・R・トールキンによる児童小説『ホビットの冒険』を原作とし、3部作として公開された。監督はピーター・ジャクソン、主演はマーティン・フリーマン。

## 作品リスト
- 第1部 『ホビット 思いがけない冒険』（ホビット おもいがけないぼうけん、The Hobbit: An Unexpected Journey）
- 第2部 『ホビット 竜に奪われた王国』（ホビット りゅうにうばわれたおうこく、The Hobbit: The Desolation of Smaug）
- 第3部 『ホビット 決戦のゆくえ』（ホビット けっせんのゆくえ、The Hobbit: The Battle of the Five Armies）

## 概要
原作の小説『ホビットの冒険』は、J・R・R・トールキンの小説『指輪物語』の前日譚にあたり、映画『ロード・オブ・ザ・リングシリーズ』3部作を監督したピーター・ジャクソンが、本作でも引き続き監督を務めた。ホビット族の青年ビルボ・バギンズの冒険が、「一つの指輪」の発見や闇の勢力の伸展といった『ロード・オブ・ザ・リング』に連なる要素を絡めながら描かれた。3D映画として製作され、ワーナー・ブラザースの配給により、第1部『思いがけない冒険』は2012年12月14日（日本：同日）、第2部『竜に奪われた王国』は2013年12月13日（日本：2014年2月28日）に公開、第3部『決戦のゆくえ』は2014年12月17日（日本：2014年12月13日）に公開された。
主人公のビルボ・バギンズ役を、イギリス人俳優のマーティン・フリーマンが、ドワーフの王トーリン・オーケンシールド役を、同リチャード・アーミティッジが務めた。『ロード・オブ・ザ・リング』シリーズからも、ガンダルフ役のイアン・マッケラン、ゴラム役のアンディ・サーキス、フロド役のイライジャ・ウッドをはじめ、多数のキャストが参加した。
ピーター・ジャクソンによる映画化の具体的な企画は、『ロード・オブ・ザ・リング』シリーズ成功後の早い段階で上がっており、待望されていたが、シリーズの利益を巡るジャクソンと製作会社ニュー・ライン・シネマ間の訴訟問題や、『ホビットの冒険』の配給権を握っていたメトロ・ゴールドウィン・メイヤーの度重なる財政危機問題、ニュージーランド映画産業全体を巻き込んだ俳優組合によるストライキ運動など複数の事情が重なり、遅々として進展しなかった。その後、これらの問題の解決を経て、遂に2011年3月より撮影が開始されるに至った。この間、一時期ギレルモ・デル・トロが監督として決定し、製作プロセスにおいて大きな貢献を果たしてきたが、スケジュールの遅延により調整が付かず辞退となった。
当初は前後編の2部作として製作が進められたが、本撮影終了後の2012年7月に全3部作となることが発表された。児童向けで分量も比較的少ない原作を壮大な3部作に仕上げるにあたっては、原作の冒険の背景や同時期に起こっていた出来事についての記述がある『指輪物語』の「追補編」からも素材が引かれている。

## あらすじ

### 第1部　思いがけない冒険
平穏を愛するホビット族の青年ビルボ・バギンズは、魔法使いガンダルフの推挙により、ドワーフ王トーリン・オーケンシールド率いる13人のドワーフ族と共に、邪竜スマウグに奪われた彼らの祖国エレボールと財宝を奪還するため、「忍びの者」としてはなれ山への冒険に出発する。一行は、道中トロルとの遭遇やオークの襲撃を受けながらも、ビルボ自身の機転や魔法使いラダガストの助けにより難を逃れ、半エルフのエルロンドが治める裂け谷に辿り着く。裂け谷でガンダルフは、エルフの奥方ガラドリエルや魔法使いの長サルマンに対し、ラダガストよりもたらされた闇の勢力の復活の予兆を具申する。
裂け谷での休息を終え、霧降り山脈に入った一行であったが、地下街に棲むゴブリン達により捕えられてしまう。一方1人逃れたビルボは、地底湖でゴラムと遭遇し、なぞなぞ勝負の果てに姿を消す能力のある不思議な「一つの指輪」を手に入れる。辛くもゴブリン街から抜け出した一行であったが、一行の前にトーリンの仇敵であるオーク王アゾグが姿を現す。アゾグに追い詰められ、トーリンまで負傷してしまうが、ビルボがアゾグに果敢に立ち向かい、危機を脱する。それまでビルボに懐疑の目を向けていたトーリンであったが、以後ビルボに信頼を寄せるようになり、ビルボ自身も一行の仲間としての自信を持つようになる。

### 第2部　竜に奪われた王国
アゾグから逃れ、闇の森へ足を踏み入れた一行は、巨大なクモの群れに襲われ、更に闇の森のエルフに捕まってしまう。トーリンの因縁の相手である闇の森の王スランドゥイルの命により投獄された一行であったが、ビルボの一計により樽に乗っての脱出劇を試みる。急流を下る一行に再びアゾグの息子ボルグ率いるオーク隊が襲い掛かるが、一行を追う闇の森の王の息子レゴラスや護衛隊長タウリエルにより撃退される。
やがて湖のほとりに辿り着いた一行は、エスガロスの船頭バルドと出会い、エスガロスの町へ入国する。かつてエレボールの前に栄えた谷間の国デイルの王族の末裔であるバルドは、スマウグを刺激しはなれ山の奪還を目指すトーリンを非難するが、一行は財宝目当てのエスガロスの統領に歓迎され、遂にはなれ山へと辿り着く。一方、闇の森の前で一行と別れ、古城ドル・グルドゥアに侵入したガンダルフは、そこでアゾグ率いるオークの大軍を目の当たりにし、更に復活した冥王サウロンに遭遇する。はなれ山では、王の証であるアーケン石の捜索を命じられたビルボが財宝の間に侵入するも、スマウグの目を覚ましてしまう。ドワーフの帰還に激昂したスマウグが一行に襲い掛かるが、一行は怯まずスマウグを倒すべく反撃を試みる。しかしながら作戦は失敗に終わり、スマウグはエスガロスの町を破壊しに飛び立っていってしまう。

### 第3部　決戦のゆくえ
飛来したスマウグによりエスガロスの町は炎の海と化すが、バルドがスマウグの弱点を射抜き、スマウグは討ち取られる。エレボールを訪れたバルドは街の復興に必要な財宝の分け前を主張するが、「竜の病」に冒され、黄金への執着を見せるトーリンは申し出を断る。同じく財宝の所有権を主張するスランドゥイル率いるエルフの軍勢も加わり、ドワーフとエルフ・人間間の戦争が始まろうとしていた。トーリンを正気に戻すため、アーケン石を交渉の道具として密かにバルドに差し出したビルボであったが、真相を知ったトーリンは激高し、ビルボを追放する。バルドはアーケン石を手にトーリンに和平を呼びかけるも、ダイン率いる救援のドワーフ軍が到着したことを確認したトーリンは、交渉には応じず、開戦を宣言する。その時アゾグ率いるオーク軍が、サウロンの命のもとエレボールの占拠を目論み、姿を現す。
悪の勢力の登場を前に共同戦線を張るドワーフ・エルフ・人間軍であったが、トーリンだけは財宝の間に籠り、流される犠牲に目もくれず黄金を守り抜こうとしていた。仲間にも失望されるトーリンであったが、自問の末「竜の病」に打ち克ち、先陣を切って戦場に飛び出していく。死闘の末、アゾグと刺し違えたトーリンは、今際の際に駆け付けたビルボに自戒と謝罪の言葉を掛け、静かに息を引き取る。やがてドワーフ・エルフ・人間軍は勝利を治め、ドル・グルドゥアでもまた、ガラドリエルらがサウロンを東のモルドールへと撤退させることに成功していた。ここに長い冒険の旅は終わり、ビルボは友人トーリンとの思い出を胸に、故郷に戻ってきたのであった。

## 登場人物

### 主要な登場人物（冒険の仲間）
ビルボ・バギンズ
ホビット。ホビット庄の青年。故郷での平穏な生活を楽しんでいたが、ガンダルフの企みにより、ドワーフ一行のはなれ山への冒険に「忍びの者」として同行することになる。
旅路を通じて募る故郷への旅愁から、ドワーフ達の祖国奪還への思いを理解し、また、内に秘めた勇気を発揮していくようになる。後に親戚のフロドを養子に迎える。
『ロード・オブ・ザ・リング』にも登場。
ガンダルフ（灰色のガンダルフ）
魔法使い（イスタリ）。灰色の魔法使い。ビルボを幼少の頃から知っており、はなれ山への冒険に向うトーリンに対して仲間として推挙し、自らも同行して一行の旅を導く。火と光の魔法を得意とし、剣の扱いにも長ける。
『ロード・オブ・ザ・リング』にも登場。
トーリン・オーケンシールド（トーリン2世）
ドワーフ。「オーケンシールド」の二つ名を持つドワーフ一族の王。
一行の指導者であり、スマウグを倒し奪われた王国と財宝を奪還するため、ビルボとガンダルフと12人のドワーフの仲間らと共に、はなれ山への冒険に出発する。厳格な性格から、当初はビルボに役目を果たせるのかと疑いの目を向けるが、彼の勇気を目の当たりにして次第に信頼を寄せていく。
かつて樫の木（オーク）を盾に使って、穢れの王アゾグに勝利したことが、その二つ名の由来となった。
バーリン
ドワーフ。ドワーリンの兄。オイン、グローインの従兄弟。物腰穏やかで聡明な年長者であり、トーリンの良き助言者。
後に大坑道モリアの領主となり、『ロード・オブ・ザ・リング』でも言及されている。
ドワーリン
ドワーフ。バーリンの弟。オイン、グローインの従兄弟。筋骨隆々とした勇猛な戦士で、トーリンに絶対的な忠誠を誓っている。
フィーリ
ドワーフ。キーリの兄。トーリンの甥。陽気な性格をしており、キーリと並んで一行の中では若輩。投げナイフの達人である。
キーリ
ドワーフ。フィーリの弟。トーリンの甥。陽気な性格をしており、フィーリと並んで一行の中では若輩。弓の達人である。エルフのタウリエルに命を救われ、恋に落ちる。
オイン
ドワーフ。グローインの兄。バーリン、ドワーリンの従兄弟。一行の医務係。また、予兆を読み解く才がある。耳が遠いため補聴器を所持している。
グローイン
ドワーフ。オインの弟。バーリン、ドワーリンの従兄弟。反骨精神に溢れる果敢な戦士であり、一行の中では唯一の妻帯者。金にはうるさい。
『ロード・オブ・ザ・リング』にも息子のギムリと共に、裂け谷の会議に種族の代表の一人として登場する。
ドーリ
ドワーフ。ノーリ、オーリの兄。紳士的で礼儀正しく、ガンダルフに信頼を寄せている。末弟のオーリの世話を甲斐甲斐しく焼いている。
ノーリ
ドワーフ。ドーリの弟、オーリの兄。星型の奇抜な髪形が特徴。悪人というほどではないが、若干手癖が悪い所がある。
オーリ
ドワーフ。ドーリ、ノーリの弟。文才と絵画に長けた芸術家肌であり、旅の記録を日記に綴っている。
ボンブール
ドワーフ。ボフールの兄。ビフールの従兄弟。一行の調理師であり、丸々と太っている。
ボフール
ドワーフ。ボンブールの弟。ビフールの従兄弟。愛嬌のある音楽家で、美声の持ち主。ビルボを大切な仲間として気に掛ける。
ビフール
ドワーフ。ボンブール、ボフールの従兄弟。過去の戦闘の負傷で、頭に斧が刺さったままになっている。それ以来、古代ドワーフ語しか喋れず身振り手振りと唸り声で感情を表現する。
```
ドゥリンⅠ━∥━ナインⅡ┳ダインⅠ┳スロール━スラインⅡ┳トーリンⅡ
　　　　　　　　　　　　┃　　　　┃　　　　　　　　　　┗ディース━┳フィーリ
　　　　　　　　　　　　┃　　　　┃　　　　　　　　　　　　　　　　┗キーリ
　　　　　　　　　　　　┃　　　　┗グロール━ナイン━━━ダインⅡ
　　　　　　　　　　　　┗ボーリン━ファリン┳フンディン┳バーリン
　　　　　　　　　　　　　　　　　　　　　　┃　　　　　┗ドワーリン
　　　　　　　　　　　　　　　　　　　　　　┗グローイン┳オイン
（ドゥリンの王族の系譜）　　　　　　　　　　　　　　　　┗グローイン━ギムリ

```

### ホビット
ホビット(Hobbit)は、穏やかで自然を愛する種族。平均身長は約1メートルほどで、足の裏は硬く裸足で生活する。洞窟などに家屋を作り暮らしている。彼らが好むのは、ごく気ままで平穏な生活で、厄介事を嫌う。その小柄な身体と俊敏さから隠れるのが得意。約100歳ほどまで生き、33歳で成人とみなされる。
フロド・バギンズ
ホビット庄の青年。父の死後、養子として親戚のビルボに引き取られる。後に「指輪の仲間」として、「一つの指輪」を破壊し冥王サウロンを滅ぼすための旅に出る。
原作には未登場。『ロード・オブ・ザ・リング』にも主人公として登場。

### ドワーフ
ドワーフ(Dwarf)は、小柄だが頑強な肉体を持つ種族。ホビット族よりは大きい。頑固な気質の者が多い。鉱石の採掘と加工に長けている。山の祠に住み、約250歳ほどの寿命を持つ。男女の外見的な差異が少なく、他の種族には見分けるのが難しい。
スロール
ドワーフ一族の先々代王。トーリンの祖父。「竜の病」に冒され、莫大な財宝に溺れていくようになる。アザヌルビザールの合戦で、アゾグに討ち取られる。
『指輪物語』「追補編」の登場人物であり、原作には名前のみの登場。
スライン2世
ドワーフ一族の先代王。トーリンの父。スロールが穢れの王アゾグに殺されたことで、悲嘆に暮れ行方不明となる。
劇場公開版では回想シーンのみの登場だが、『竜に奪われた王国』のエクステンデッド・エディションでは、ガンダルフと出会うシーンが追加されている。
『指輪物語』「追補編」の登場人物であり、原作には名前のみの登場。
ダイン（鉄の足ダイン）
「鉄の足」の二つ名を持つくろがね連山の領主。トーリンの又従兄弟。「五軍の合戦」においてトーリンらの救援に訪れる。

### エルフ
エルフ(Elf)は、神々しい姿を持つ気高い種族。他の種族に比べて精神、身体能力ともに優れている。重度の外傷を負うか、深い絶望に陥るか、闇の力の影響を受けるなど以外では、寿命などで死ぬことはなく、肉体も一定の年齢まで成長すると殆ど歳を取らなくなる不老不死の種族でもある。
エルロンド
裂け谷の領主。秘密の地図の解読を求めて、谷を訪れた一行をもてなし、冒険の助言を与える。中つ国における最も力のあるエルフの1人として、「白の会議」に出席する。
『ロード・オブ・ザ・リング』にも登場。
ガラドリエル
ロスローリエンの森の奥方。中つ国における最も力のあるエルフの1人として、「白の会議」に出席する。ガンダルフの決断と冒険に理解を寄せ、温かく見守る。
原作には未登場。『ロード・オブ・ザ・リング』にも登場。
スランドゥイル
闇の森のエルフの王。スマウグに襲撃されたはなれ山の惨状を前に高みの見物を決め込み、以来トーリンからは憎悪されている。エレボールの財宝の中に眠る「ラスガレンの白い首飾り」の所有権を主張し、領地に迷い込んで来たトーリン一行を捕縛、「五軍の合戦」にも軍勢を率いて現れる。
レゴラス
闇の森のエルフ。スランドゥイルの息子。敵を殺すことを厭わない冷酷さと確かな弓の腕前を兼ね揃えている。後に「指輪の仲間」として、フロドらと共に「一つの指輪」棄却の旅に出る。
原作には未登場。『ロード・オブ・ザ・リング』にも登場。
タウリエル
闇の森のエルフの護衛隊長。自国の領土を守るのみで外の世界の危機に関わろうとしないスランドゥイルのやり方に苛立ちを感じている。レゴラスには好意を寄せられているが、エルフの中では位の低いシルヴァン・エルフであるため、スランドゥイルには交際しないようにと釘を刺されている。ドワーフのキーリと心を通わせ、互いに好意を寄せ合うようになる。名前の「タウリエル（Tauriel）」はシンダール語で「森（Taur）の娘（iel）」を意味する。
映画オリジナルの登場人物。

### 人間
人間(Human)は、誘惑や恐怖に屈しやすい精神的な弱さを持つ種族。だが、家族や友など自身の大切な存在のためには、勇気を奮い立たせ想像以上の力を見せる者もいる。他の種族に比べると短命。
バルド
湖の町エスガロスの船頭。エスガロスに辿り着いた一行との取引に応じ、一行を密入国させる。スマウグに滅ぼされた谷間の国デイルのギリオン王の末裔として、その恐ろしさを誰よりも理解しており、スマウグを刺激する結果に終わるであろうトーリン一行の冒険を批難する。スマウグに「黒い矢」で立ち向かったギリオン同様に、弓の達人である。
バイン
湖の町エスガロスの少年。バルドの息子。父を助け、勇猛に戦場を駆ける。
『指輪物語』「追補編」に名前のみの登場、原作には未登場。
エスガロスの統領
湖の町エスガロスの領主。自らの保身に忙しく、大衆の人気を集めるバルドを快く思っていない。はなれ山奪還の際には富を分かち合うというトーリンの提案を受け入れ、一行を歓待する。
アルフリド
湖の町エスガロスの役人。統領の右腕として、執拗にバルドの動向を監視している。
映画オリジナルの登場人物。

### 魔法使い（イスタリ）
魔法使い(Wizard)は、「イスタリ」とも呼ばれる神の世界より遣わされし存在で、ガンダルフやサルマンやラダガストがこれに当たる。老人の姿をしているが、強い精神と優れた身体能力を持つ。闇の勢力に対抗する使命を帯びている。
サルマン（白のサルマン）
白の魔法使い。裂け谷において、賢人会議「白の会議」を主宰する。闇の勢力の復活には懐疑的で、ガンダルフの忠告を頑として受け付けようとしない。
原作には未登場。『ロード・オブ・ザ・リング』にも登場。
ラダガスト（茶のラダガスト）
茶の魔法使い。魔法使いとしての使命を忘れ、闇の森の奥深くに住まい、鳥獣や植物の世話にかまけている奇人。森が死にかけていることを感じ取り、ガンダルフに闇の勢力の復活を警告する。
原作には名前のみの登場。

### オーク
オーク(Orc)は、かつてエルフ族であったが、闇の力により生まれ変わった種族。醜悪な容姿に残忍な性質を持つ。
アゾグ（穢れの王 アゾグ）
「穢れの王（けがれのおう）」の二つ名を持つモリアのオークの首領。かつてアザヌルビザールの戦いでトーリンの祖父スロールを殺害するも、その孫トーリンに敗れ、その時の深手で死んだと思われていた。
だが、トーリンに斬り落とされた左腕を鉤爪の義手に変えて再び姿を現し、はなれ山を目指すトーリン一行を付け狙う。「五軍の合戦」ではサウロンの命の下、ドル・グルドゥアのオーク軍を率いエレボールの占拠を目論み、因縁の宿敵であるトーリンと再び対決する。
『指輪物語』「追補編」の登場人物であり、原作には未登場。
ボルグ
モリアのオーク。アゾグの息子であり、実質的な副官の立場にある。エレボール進軍の準備を進めるアゾグに代わり、トーリン一行を追跡する。「五軍の合戦」ではグンダバド要塞のオーク軍を率い、トーリンの甥キーリ、そしてレゴラスやタウリエルと刃を交える。
大ゴブリン
霧ふり山脈のゴブリンの首領。山脈に迷い込んできた一行を捕獲しアゾグに伝令を送るが、その後取り逃がしてしまう。部下らと再び捕まえようとするが、ガンダルフに斬り捨てられ息絶える。

### 闇の勢力
死人遣い（ネクロマンサー）
ドル・グルドゥアの丘に潜む、死霊術師の人間と噂される存在。その正体は「一つの指輪」の創造主である冥王サウロン。3000年近く前に倒されたと思われていたが、近年少しずつ力を取り戻し、密かに闇の勢力の再興を進めている。
原作には名前のみの登場。『ロード・オブ・ザ・リング』にも最大の敵として登場。
指輪の幽鬼ナズグル
元は人間の王であったが“力の指輪”の魔力に魅せられ、サウロンの下僕の幽鬼となった9人の騎士。ドル・グルドゥアの丘に主人サウロンと共に潜んでいた。囚われの身となったガンダルフを助けに来たエルロンドらに9人全員で襲い掛かる。『ロード・オブ・ザ・リング』での黒装束の姿ではなく、人間の王の頃の姿で登場する。
原作には未登場。『ロード・オブ・ザ・リング』にも登場。
アングマールの魔王 (Witch-king of Angmar)
ナズグルの首領にして9人の中で最強の騎士。調査に来たラダガストを襲撃した。

### その他の登場人物
ウィリアム / トム / バート
巨体を誇るトロルの三人組。知能は低いが、残忍かつ怪力。夕食の宴にトーリンら一行を調理し食べようとする。
『ロード・オブ・ザ・リング』にもフロドらが休息を取った木陰に石化した姿で登場している。
ゴラム
霧ふり山脈の地下洞窟に住む奇怪な生物。「一つの指輪」を所有しており、洞窟に迷い込んできたビルボと遭遇し、なぞなぞ勝負を仕掛ける。
『ロード・オブ・ザ・リング』にも登場。
グワイヒア
中つ国の大鷲族の王。ワーグの群れに囲まれ、木の上に追い詰められた一行を空から救出する。後に「五軍の合戦」にも参戦した。
原作では彼との同一性が不明である「鷲の王」が登場するが、ここでは同一視されている。『ロード・オブ・ザ・リング』にも登場。
ビヨルン
闇の森の入り口に住む熊人。巨大な熊に変身することができる獣人。原作とは違って熊の状態では理性が失われており、外にいたオークの一団と一行に無差別に襲いかかっている。自身も過去にオークのアゾグに虐げられた経験から、変身が解けた後、オークから逃げる一行を屋敷に匿った。後に「五軍の合戦」にも大鷲族と共に参戦した。
スマウグ
はなれ山をドワーフから奪い取った邪悪な巨竜。第三紀における中つ国最大の個体で、巨大な翼と頑丈な鱗を持っている。非常に強欲な性格をしており、過去にはなれ山を襲撃し、ドワーフの王国と財宝を略奪した。以来、はなれ山の財宝に埋もれ引き篭もっていたが、ビルボらが現れたことで、再びその猛威を振るう。

## キャスト
*は、『ロード・オブ・ザ・リング』3部作からの出演者。括弧内は日本語吹き替え版の声優。
主要な登場人物（冒険の仲間）
- ビルボ・バギンズ - マーティン・フリーマン （森川智之）
- ガンダルフ - イアン・マッケラン * （羽佐間道夫[脚注 1]）
- トーリン・オーケンシールド - リチャード・アーミティッジ （東地宏樹）
- バーリン - ケン・ストット （稲垣隆史）
- ドワーリン - グレアム・マクタヴィッシュ （玄田哲章）
- フィーリ - ディーン・オゴーマン （落合弘治）
- キーリ - エイダン・ターナー （土田大）
- オイン - ジョン・カレン （小島敏彦）
- グローイン - ピーター・ハンブルトン （稲葉実）
- ドーリ - マーク・ハドロウ （茶風林）
- ノーリ - ジェド・ブロフィー （佐藤せつじ）
- オーリ - アダム・ブラウン （宮田幸季）
- ボンブール - スティーブン・ハンター
- ボフール - ジェームズ・ネスビット （平田広明）
- ビフール - ウィリアム・キルシャー

ホビット
- ビルボ・バギンズ（老年時） - イアン・ホルム[脚注 2] * （山野史人）
- フロド・バギンズ - イライジャ・ウッド * （浪川大輔）

ドワーフ
- スロール - ジェフリー・トーマス
- スライン2世（壮年時） - トーマス・ロビンス
- スライン2世（第1部） - マイク・ミズラヒ
- スライン2世（第2部） - アントニー・シャー
- ダイン2世 - ビリー・コノリー （石塚運昇）

エルフ
- エルロンド - ヒューゴ・ウィーヴィング * （菅生隆之）
- リンディア - ブレット・マッケンジー （保村真）
- ガラドリエル - ケイト・ブランシェット * （塩田朋子）
- スランドゥイル - リー・ペイス （森田順平）
- レゴラス - オーランド・ブルーム * （平川大輔）
- タウリエル - エヴァンジェリン・リリー （甲斐田裕子）

人間
- バルド - ルーク・エヴァンス （山路和弘）
- バイン - ジョン・ベル （三宅貴大）
- エスガロスの統領 - スティーヴン・フライ （銀河万丈）
- アルフリド - ライアン・ゲイジ （河本邦弘）

魔法使い
- サルマン - クリストファー・リー * （第1部 - 家弓家正、第3部 - 大木民夫[脚注 3]）
- ラダガスト - シルベスター・マッコイ （野島昭生）

オーク
- アゾグ - マヌー・ベネット
- ボルグ（第1部） - コナン・スティーヴンス
- ボルグ（第2部） - ローレンス・マコール
- ボルグ（第3部） - ジョン・チュイ
- 大ゴブリン - バリー・ハンフリーズ （土師孝也）

その他の登場人物
- ウィリアム - ピーター・ハンブルトン （斎藤志郎）
- トム - ウィリアム・キルシャー （多田野曜平）
- バート - マーク・ハドロウ （飯塚昭三）
- ゴラム - アンディ・サーキス * （チョー）
- ビヨルン - ミカエル・パーシュブラント （磯部勉）
- スマウグ - ベネディクト・カンバーバッチ （大友龍三郎）
- 死人遣い - ベネディクト・カンバーバッチ

## 製作

### 背景

#### 企画の第一段階
ピーター・ジャクソンとフラン・ウォルシュは、元々1995年に『ホビットの冒険』の映画化に関心を示し、『指輪物語』と合わせた三部作の第一部とすることを思い描いていた。ジャクソンのプロデューサー（ハーヴェイ・ワインスタイン）は、ソウル・ゼインツが『ホビットの冒険』の製作権を持っていたが、実は配給権がまだユナイテッド・アーティスツ（UA）に属していたことを知り、フラストレーションが溜まっていた。スタジオは権利をマーケットに出したが、ワインスタインは権利を買うことに失敗した。ワインスタインは『指輪物語』を映画化するよう迫った。結局、『指輪物語』の映画化はワインスタインではなくニュー・ライン・シネマによってなされ、そして『ホビット』の撮影開始は権利が切れる2010年に設定された。2006年9月、UAの親会社のメトロ・ゴールドウィン・メイヤー（MGM）は、ニュー・ラインとジャクソンと共同で『ホビット』を製作することに関心を示した。
2005年3月に、ジャクソンは『ロード・オブ・ザ・リング』のビデオ及びコンピュータゲーム版からの利益を得る権利を失ったとして、ニュー・ラインを相手とした訴訟に着手した。ジャクソンは明確な決着を求めなかったが、ニュー・ラインが彼からお金を奪ったかどうかを確認するよう監査に要求した。ジャクソンは製作に踏み切る前に決着することを望んでいたが、彼は訴訟が重大ではなく、そしてニュー・ラインはまだ自分に『ホビット』を作らせるだろうと考えていた。ニュー・ラインの共同設立者のロバート・シャイは訴訟に苛立ち、2007年1月、ジャクソンを傲慢だと非難し、二度と監督に復帰させないと言い放った。一方で、ジャクソンの参加を望んでいたMGMの社長のハリー・スローンは企画を中断させた。8月までにシャイはジャクソンとの関係修復へと歩み寄っており、「私は本当にピーターを尊敬しており、『ホビット』で彼の創造性が発揮されるのを望んでいる」と発言した。翌月、ニュー・ラインは要求された会計文書を提供することができなかったために、裁判所から12万5000ドルの制裁金を科せられた。

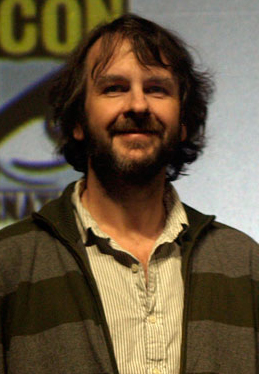
監督、製作総指揮のピーター・ジャクソン。

2007年12月16日、ジャクソンが『ホビット』とその続編の製作総指揮を務めると発表された。ニュー・ラインとMGMは共同で映画の製作費を調達し、後者が20世紀フォックスを通して北米外で配給する。両映画には約1億5000万ドルの予算が組まれており、それはジャクソンの『ロード・オブ・ザ・リング』三部作の総製作費（1作あたり9400万ドル）に匹敵する。2008年2月、ニュー・ライン・シネマがワーナー・ブラザースと合併した後、2011年12月と2012年内公開予定が発表された。三部作のプロデューサーだったマーク・オーデスキーも監修を務める。ジャクソンは、自分の前作と競合したくなかったので監督しないほうを選んだと説明した。
同月、トールキン財団、チャリティー団体「トールキン・トラスト」、ハーパーコリンズ社らは、『ロード・オブ・ザ・リング』三部作が全世界で約60億ドル近い興行収入を上げているにもかかわらず、6万2500ドルしか分配されていないとして、ニュー・ラインを相手に総収益の7.5％を求める裁判を起こした。2009年9月、両者は和解に至った。クリストファー・トールキンは「法的措置が必要だったことは残念だが、この論争がきちんとトールキン・トラストが慈善の目的を追求できる満足な条件で解決されたことが喜ばしい。トラストはニュー・ラインによる『ホビットの冒険』の映画化を認めます。」と述べた。

#### デル・トロとの企画
法的訴訟中でも企画は進み、2008年4月、ギレルモ・デル・トロが監督として雇われた。デル・トロはジャクソンの三部作のファンであり、2005年に彼と『HALO』を映画化するために接触していた。2006年のインタビューにおいてデル・トロは、「私はドラゴン、ホビットが好きで、私は剣と魔法が好きではない。」と語った。デル・トロが2008年4月に監督契約をした後、彼が子供の頃に『ホビットの冒険』に魅了されたが、トールキンの他の小説は「思春期前の自分には難しすぎた」と感じていたことがTheOneRing.netのフォーラムに投じられた。
2008年8月、デル・トロ、ジャクソン、ウォルシュ、フィリッパ・ボウエンが共同で脚本執筆に取り掛かったことでプリプロダクション開始となった。デル・トロはビデオ会議によってジャクソン、ウォルシュ、ボウエンと協力し、3週おきにロサンゼルスからニュージーランドへ飛んだ。デルトロは脚本執筆に朝の時間を費やし、午後は素材を観察してトールキンの作品を理解しようとした。彼は第一次世界大戦もののドキュメンタリーを鑑賞し、また、第一次大戦関連物のコレクターでもあるジャクソンに参考となる文献を聞いた。デルトロはトールキンの経験が彼の物語に影響を与えたのだと感じていた。
2008年11月にデル・トロは、脚本陣4名は、毎週のように物語について新しい何かを理解し、絶えず変化していると語った。彼らが映画の構想を最終決定するまでに至った3週間、脚本執筆時間は1日12時間まで増加していた。2009年の最初の数か月の間、デル・トロがWETA（WETAワークショップとWETAデジタル）と会うとき、執筆は午前8時30分から始まり、午後3時に終わった。物語のアウトラインとトリートメントの完成は2009年3月に終わり、そしてスタジオは台本執筆開始を承認した。この時点では撮影は2010年の間にニュージーランドで行われ、デル・トロはマタマタのホビット庄のセットを修繕する予定であった。ジャクソンは彼の為に三部作で使った裂け谷のスケール・モデルとビッグ・エンドのセットを保存した。撮影の半ば、セットが2作目のために変更されている頃に、デル・トロが編集する猶予が与えられると予想されていた。監督は撮影に370日を要すると予想した
ジャクソンは2009年11月末、『ホビット』の脚本化が2010年初頭まで終わらない見積であることを明らかにした。そして、その年の夏の中頃まで製作開始を遅らせた。この発表で、映画公開が2011年12月と2012年12月に間に合うか疑問視されることとなった。またジャクソンは、キャストがまだ決定していないことも明らかにした。2010年1月22日、アラン・ホーンは、映画1作目が2012年の四半期まで恐らく公開されないと発言した。

#### デル・トロの離脱
2010年、デル・トロはプロジェクト遅延の為、降板した。5月28日、彼は記者会見にてMGMの財政難のために『ホビット』プロジェクトがストップしていると説明した。2日後、デル・トロはTheOneRing.netにて、撮影開始の遅れを理由に監督降板を表明し、「新監督へスムーズに移行できるようにしたい」と述べた。インターネット上では監督する可能性のある人物が表面化し始め、スタジオはジャクソンを要した他、ニール・ブロムカンプ、デヴィッド・イェーツ、ブレット・ラトナー、デヴィッド・ドブキンが言及された。
2010年6月25日、映画2部作の監督としてジャクソンと交渉中であると報告じられた。2010年10月15日、ニュー・ライン・シネマとワーナー・ブラザースは、『ホビット』はジャクソンが監督し、3Dになると発表した。同時に、2011年2月に主要撮影が始まることがわかった。ジャクソンは「トールキンの中つ国の探検は、通常の映画制作とは比較にならない経験だ。それは、想像、美、ドラマのとても特別な場所へのオールイマーシブな旅である。」と述べた。

#### ニュージーランドでの労働闘争
2010年9月24日、本作のプロデューサーがニュージーランドの俳優組合との契約を拒否していることを理由に、国際俳優同盟は現地の俳優たちに出演拒否するように呼びかけた。これに対し、ワーナー・ブラザースとニュー・ライン・シネマは「他の国での撮影を考える」と表明し、ジャクソンもまた東ヨーロッパで撮影する可能性について言及した。10月25日、製作中止による経済的損失を危惧したこともあり、数千人ものニュージーランド人がニュージーランドでの撮影継続を嘆願するデモを行った。2日後の10月27日、ニュージーランド政府とワーナー・ブラザースは交渉の結果、当初の予定通りニュージーランドで撮影が行われるとジョン・キー首相は発表した。その見返りとしてニュージーランドの政府は、元々の原因であった雇用関連法の改正を約束し、また、本作の宣伝費の援助も決めた。

#### 2部作から3部作へ
2006年以降、プロジェクトは2部作になると予想されてきた。2006年、MGMは、『ホビット』と『ロード・オブ・ザ・リング』の間を繋ぐ2番目の作品に関心を示した。ジャクソンは、「『ホビット』の欠点の1つは『ロード・オブ・ザ・リング』に比べて調子が軽いことだ。ガンダルフは「白の会議」に出掛け、ガラドリエルやサルマンといった『ロード・オブ・ザ・リング』でも馴染みのある登場人物に出会うが、読者はそこで本当に何が起こっていたか知らない」と述べ、またゴラムのモルドールへの旅やホビット庄に監視の目を置くアラゴルンの姿を描くことに関心を見せた。
2008年にプロジェクトに加わったデル・トロは、「第2部は、第1部の物語を別の視点から再構成するようなものになるだろう。観客は、第1部では見られなかった出来事を第2部で目にすることになる」と述べた。デル・トロは、製作陣は『シルマリルの物語』や『終わらざりし物語』の権利を保有していないため、脚本は『ホビットの冒険』と『指輪物語』に記述のあるもののみから引用されなければならないと述べた。 デル・トロはまた、『ホビット』は分割されずに1つの作品として保持されるべきだとして、第2部にふさわしい物語を書くことが出来ない場合は、『ホビット』だけを撮影する可能性について述べた。2008年11月までに、デル・トロは、原作は人々が記憶しているより詳細な記述と多くのイベントに溢れており、「繋ぎ」の作品のアイディアを放棄し、『ホビット』のストーリーだけで2つの作品を製作するべきであると考えを改めた 。
デル・トロは、物語の分割点として2つの可能性を考えており、その内の１つはスマウグの最期であると語った。また、第2部は『旅の仲間』に直接繋がるように終わるべきであると語った。2009年6月に、デル・トロは、ビルボのドワーフ達との関係性が変化するシーンを物語の分割点として決定したと述べた。
2012年6月30日、ジャクソンは3番目の作品への計画を発表し、『ホビット』は3部作となった。ジャクソンは、第3部は第1部と第2部用に撮影された映像を元に構成されるが、トールキンが中つ国の物語を拡張するために記した追補編を大いに活用することになるだろうと述べ、追加撮影の必要性にも言及した。2012年8月、第2部が当初発表されていた『There and Back Again』ではなく、『The Desolation of Smaug』（邦題『竜に奪われた王国』）と改題され、第3部が『There and Back Again』になると公表された。2014年4月24日、ジャクソンは、物語の内容に合わせて、第3部を『The Battle of the Five Armies』（邦題『決戦のゆくえ』）と改題することを発表した。

### 撮影
主要撮影は2011年3月21日にニュージーランドのウェリントンで開始された。撮影はウェリントンストーン・ストリート・スタジオ、マタマタの村、その他ニュージーランド周辺の極秘の場所で行われると予想されている。4月、ピーター・ジャクソンは自身のFacebook上にて、本作を従来の24fpsではなく48fpsで撮影することを明らかにした。